# Levinebalia maria
Levinebalia maria is een kreeftachtigensoort uit de familie van de Paranebaliidae. De wetenschappelijke naam van de soort is voor het eerst geldig gepubliceerd in 2000 door Walker-Smith.